# Numídico Bessone
Numídico Bessone Borges de Medeiros Amorim (Lagoa, Azores, 12 de agosto de 1913 — Lisboa, 1985), más conocido por Numídico Bessone, fue un escultor y medallista, autor de una extensa obra que incluya algunos de los más notables ejemplares de estatuaria pública existentes en las Azores.

## Datos biográficos
Estudió escultura en la Escuela Superior de Belas Artes de Lisboa y posteriormente pintura en la Escola Superior de Belas Artes do Porto. Alumno brillante, fue distinguido con el Premio Nacional de Bellas Artes, siendo seleccionado como becario del Instituto de Alta Cultura para estudiar en Roma. Se casó con Maria Giovanna Giuseppina Emília Brugnara, con quien tuvo una hija. 
En Roma, donde también obtuvo una bolsa del gobierno italiano, cursó escultura en la Academia de Bellas Artes (1946 a 1949), asistiendo después a un curso de especialización en grabado de medallas en la Escuela de Arte de Medalla de Roma (1950 y 1951). 
Su obra fue presentada en varias exposiciones internacionales y está representada en el Museu Nacional de Arte Contemporânea de Lisboa, en el Museo Carlos Machado, en el Museo de José Malhoa y en diversas galerías. 
Perteneció al Centro de Estudios de Arte y Museología del Instituto de Alta Cultura, a la Associazione Artística Internazionale de Roma y a la Accademia Mondiale degli Artísti e Professionisti da Accademia Tiberiana de Roma. Fue además miembro de honor de la União Portuguesa do Estado da Califórnia.
Numídico Bessone es honrado en la toponimia del concejo de Oeiras, que le dedica una calle en Terrugem, en la feguesia de Paço de Arcos.

## Obras
Entre las mejores y más conocidas obras de Numídico Bessone se incluyen las siguientes:
- Estatuaria: 
  - São Miguel Arcanjo, en la Praça do Município, en Ponta Delgada;
  - D. João IV de Portugal;
  - Gaspar Frutuoso, en la ciudad de Ribeira Grande;
  - Sousa Lobão (jurisconsulto);
  - Padre José Joaquim de Sena Freitas, en Ponta Delgada;
  - Manuel de Arriaga, en la ciudad de Horta;
  - Ramalho Ortigão, en el Largo de Santos (Jardín Nuno Álvares), en Lisboa;
  - António José de Ávila, Duque de Ávila e Bolama, en la ciudad de Horta;
  - Bento de Góis, en la plaza homónima de Vila Franca do Campo;
  - D. Dinis y Santa Isabel.
  - Padrão Monumental al Emigrante Portugués (Marina Park, San Leandro, California);
  - Bajo relieve en el atrio de la Facultad de Letras de la Universidad de Coímbra;
  - Túmulo del Patriarca de las Indias D. Teodósio, en Roma;
  - Túmulo del pintor Domingos Sequeira.
- Bustos: 
  - Públia Hortênsia de Castro;
  - Guerra Junqueiro;
  - Aristides Moreira da Mota, conservado en la Galería de los Autonomistas del Palácio da Conceição de Ponta Delgada;
  - D. José da Costa Nunes, frente à igeja da Candelária, Isla del Pico;
  - Júlio de Matos;
  - Francisco Afonso Chaves, en Ponta Delgada;
  - Infante D. Henrique, en los Paços do Concelho de Angra do Heroísmo;
  - Madre Teresa da Anunciada, en la Ribeira Seca da Ribeira Grande;
  - António Borges, en el Jardín António Borges, Ponta Delgada;
  - Dr. António Maria Barbosa.
- Medallas: 
  - Ministro Águedo de Oliveira;
  - Visita Presidencial a Mozambique;
  - Obra Social de São Martinho da Gândara;
  - Reina Leonor de Portugal;
  - Visita Presidencial al Brasil;
  - Unión Portuguesa del Estado de California;
  - Roberto Ivens;
  - Vitorino Nemésio.